# Ripiphorus conocephalus
Ripiphorus conocephalus is een keversoort uit de familie waaierkevers (Rhipiphoridae). De wetenschappelijke naam van de soort is voor het eerst geldig gepubliceerd in 1920 door Heller.